# HSV-Futsal
Die Futsalmannschaft des Hamburger SV (bis 2023 HSV-Panthers, bis 2017: Hamburg Panthers) ist ein deutsches Futsalteam aus Hamburg, welches dem Hamburger SV angehört. Das Team gewann viermal die Deutsche Futsal-Meisterschaft und ist damit deutscher Rekordmeister. Außerdem sind die Hamburger Gründungsmitglied der Futsal-Bundesliga.

## Geschichte

### Von der Gründung bis in die Champions League (2011–2017)
Die Hamburg Panthers wurden im Jahre 2011 von Onur Ulusoy gegründet und konnte gleich in der ersten Saison zunächst die norddeutsche Meisterschaft gewinnen. Durch einen 4:2-Finalsieg über die Futsal Panthers Köln wurden die Hamburger danach deutscher Meister. Ein Jahr später verteidigten die Hamburg Panthers den deutschen Meistertitel durch einen 6:3-Finalsieg über den UFC Münster. Mit dem dritten Meistertitel nach einem 7:4 gegen Holzpfosten Schwerte wurden die Hamburger 2015 zum deutschen Rekordmeister.
Nachdem man 2012 in der Vorrunde gescheitert war, konnten die Panthers auf internationaler Ebene im Jahre 2014 erstmals die Qualifikation für die Hauptrunde des UEFA-Futsal-Cups, wo die Mannschaft alle drei Gruppenspiele bei 4:24 Toren verlor. Zwei Jahre später drangen die Hamburger nach erfolgreichem Überstehen der Hauptrunde bis in die Eliterunde vor, damit gehörte man zu den besten 16 Teams in Europa, dort war man aber gegen die internationale Konkurrenz chancenlos und verlor alle drei Partien bei 2:27 Toren.
Ab dem Jahr 2012 nahm auch der Hamburger SV mit einer eigenen Mannschaft am Futsal-Spielbetrieb teil, diese wurde jedoch zugunsten der Fusion mit den Panthers aufgelöst.

### Beitritt zum Hamburger SV (2017–2021)
Im September 2017 traten die Panthers dem Hamburger SV bei und nahmen unter diesem Namen an der neu geschaffenen Regionalliga Nord teil. Dort sicherte sich die Mannschaft in der Debütsaison die Meisterschaft und scheiterte bei den deutschen Meisterschaften 2018 im Halbfinale am VfL 05 Hohenstein-Ernstthal. 2019 konnten die Panthers ihren norddeutschen Titel erfolgreich verteidigen.

### Gründungsmitglied der Bundesliga (2021-)
Die Hamburger spielten das Eröffnungsspiel der Futsal-Bundesliga am 3. September 2021 im Castello in Düsseldorf gegen Fortuna Düsseldorf. Die Fortuna gewann das Spiel mit 1:0 durch ein Tor von Eike Thiemann. Die erste Saison der Futsal-Bundesliga konnte man in der regulären Saison auf Platz 4 abschließen, in den Playoffs konnte man bis ins Halbfinale vorstoßen.
Heimspielstätte der Hamburg Panthers war in der Regionalliga-Nord die Sporthalle Wandsbek. Seit dem Aufstieg in die Futsal-Bundesliga spielen die Hamburger gemeinsam mit den Wakka Eagles in der CU-Arena in Neugraben-Fischbek. In der Saison 2022/23 spielte man gemeinsam mit den Wakka Eagels wieder die Hälfte der Heimspiele in der Sporthalle Wandsbek, die andere Hälfte fand wie zuvor in der CU-Arena statt. Am 13. Juli 2023 gab der HSV bekannt, dass die Panthers zukünftig nur noch als Hamburger SV auflaufen werden.
In der Saison 2024/25 erreichten die Rothosen das Halbfinale um die deutsche Meisterschaft. Dort trafen sie auf den amtierenden Meister TSV Weilimdorf aus Stuttgart. Im Hinspiel in Stuttgart erwischte der HSV einen starken Start und führte nach 15 Minuten mit 4:1 – ein Spielstand, der auch zur Halbzeitpause Bestand hatte. In einer torreichen zweiten Hälfte gelang Weilimdorf jedoch kurz vor Ende der regulären Spielzeit der Ausgleich, womit das Spiel in die Verlängerung ging. In der letzten Minute der zweiten Verlängerungshälfte drehte der TSV schließlich das Spiel und gewann mit 10:8. Das Rückspiel in Hamburg endete vor heimischem Publikum mit einer 1:2-Niederlage, womit der HSV den Finaleinzug verpasste und gegen den alten und neuen deutschen Meister ausschied.

## Kader
| 01 | Pavlos Wiegels | Deutschland |
| 22 | Boris Lastro   | Kroatien    |
| 15 | Leon Sämling   | Deutschland |

| 40 | Nikola Stankovic | Serbien     |
| 7  | Michael Meyer    | Deutschland |
| 10 | Onur Saglam      | Deutschland |

| 12 | Bilal Miyzari        | Afghanistan |
| 19 | Albert Nikolla       | Albanien    |
| 23 | Jure Pusic           | Kroatien    |
| 27 | Maximillian Grünberg | Deutschland |

| 50 | Mohammed Labiadh | Tunesien Deutschland |
| 8  | Carlos Neves     |                      |
| 14 | Eike Thiemann    | Deutschland          |
| 17 | Komeil Heideri   | Deutschland          |

## Erfolge
- Deutsche Futsal-Meisterschaft-Sieger: 2012, 2013, 2015, 2016
- Hauptrunde der UEFA Futsal-Champions League: 2014
- Norddeutscher Futsalmeister: 2012, 2015, 2016,[3] 2018, 2019
- Norddeutscher Futsalpokalsieger: 2016[4]

## Bekannte ehemalige Spieler
- Elias Saad